# Друга влада Димитрија Цинцар-Марковића
Друга влада Димитрија Цинцар-Марковића је била влада Краљевине Србије од 24. марта до 29. маја 1903. Влада је трајала до мајског преврата 29. маја/ 11. јуна. Мајски преврат је био државни удар у ком су били убијени краљ Александар Обреновић и његова жена, краљица Драга, чиме се прекинула лоза династије Обреновић, која је владала Србијом од средине 19. века. То је било у ноћи између 28. маја и 29. маја 1903. године (по старом календару).

## Историја
Цинцармарковићева влада требало је да буде само привремена. Александар није могао рачунати ни на једну политичку снагу у земљи. Бојкотовали су га сви страначки прваци. Процуреле вести о краљевим намерама да врши измене у Уставу подгрејале су незадовољство народа. На Цвети, 20. априла, одржане су демонстрације у Београду на којима су се чули узвици: „Доле с краљем“, „Живео устав“, „Живела република“. Војска је изашла на улице, али се понашала уздржано пред демонстрантима што је дочекано аплаузом. Биланс демонстрација су четири погинулих демонстраната и седморица рањених и два рањена жандарма и седамнаесторица повређених. Опозиција је приписала жртве краљу и краљици, а демонстрације назвала крвавим.
Краљ је након демонстрација одлучио да државним ударом изврши измене устава. Најпре је ноћу 6. на 7. априла 1903. године издао прокламацију којом обуставља Устав из 1901. године, а затим је 7. априла вратио тај исти устав на снагу уз извесне измене. Овакав потез правдао је потребом да се исправи неправилно увођење Устава из 1901. године у живот, јер га је Скупштина користила да дира у права Круне. Неуставно стање трајало је од 11:15 часова до поноћи, када је краљ објавио неважећима законе о штампи, општинама, избору народних посланика, пословном реду у Народној скупштини. На снагу су враћени исти ти закони, али из времена владавине краља Милана, односно пре доношења Устава из 1888. године. Разрешени су стари сенатори, а доведена 24 нових (10 либерала, 9 напредњака и 5 војника). Ниједан радикал није нашао место у новој управи. Опозиција је успела да наведе краља на несмотрен потез. После државног удара спроведени су скупштински избори који је требало да покажу расположење у народу. Готово све странке (сем левих либерала) бојктовале су изборе. Влада је добила 90% гласова.
Војска је од 1887. до 1902. године доживела велике трансформације. После српско-бугарског рата и реформи краља Милана, она јача. Војска је деведесетих година била главни ослонац династије, а радикали су хтели да је преузму. Велика предност давана је Редовној војсци, наспрам Народне коју су истицали радикали. Први знаци недисциплине јављају се у периоду Намесништва, услед политичких борби које су се одражавале и на војне кругове. Александар је од 1893. године када је преузео власт поклањао доста пажње војсци. Милан је творац бројних реформи које су ојачале војну моћ Србије. Најпре је скраћен курс Војне Академије услед чега је Србија добила велики број официра за кратко време. Законом о војсци из 1901. године краљ је постао врховни заповедник војне силе преко министра војног. Уредбом од 1. септембра створен је Виши војни савет који је заменио Активну команду. Пројекат овог тела израдио је генерал Цинцармарковић.

### Мајски преврат
На страни краља Александра није био известан број млађих официра који се усуђивао да покаже негативан став према краљевој изабраници. Они су 24. јула 1900. године на краљев позив отишли у двор и саопштили краљу да ће му као официри остати верни, али да као Срби не одобравају његову женидбу. Краљ им је прочитао „Правила службе“ и рекао им да он, као врховни командант, од њих не тражи савет већ да им наређује да извршавају своју дужност. Поред млађег нараштаја официра, против краља су били и официри из непосредне краљеве околине који су смењени након Александровог сукоба са Миланом. Многи су отпуштени и пензионисани као присталице бившег краља, јер су покушавали да осујете његове намере о женидби Драгом Машин. Проблем у војсци чинила су и унапређења која је делио министар војни. У опозицију је прешао Петар Мишић, један од главних завереника, управо због тога што није добио унапређење које је очекивао. Демонстрације од 5. априла показале су да се краљ не може ослонити на војску. Број завереника у војсци у изворима варира између 20 и 400 људи.
Завера у војсци почела се ширити већ 1901. године када је откривена лажна краљичина трудноћа. Шире се вести од краљичином брату Никодију као кандидату за српски престо. Драгутин Димитријевић Апис био је главни међу млађим официрима који је припремао преврат . Придобијање присталица у војсци ишло је тешко. Новембра 1902. године број присталица је удвостручен, када је отказан пријем краљевског пара у Русију. Апис је био главни завереник међу пешадијским официрима, а Антоније Антић међу коњичким. Завереници су се повезали са либералном странком, а један од главних завереника био је и Ђорђе Генчић, чија је породица деценијама била уз Обреновиће. Једини разлог за везу са либералима могу бити родбинске везе. Иако је Радикална странка стварала погодну климу за Мајски преврат, првобитно нико из њених редова није знао за заверу. Они су мимо либерала Генчића и Авакумовића ступили у везу са Петром Карађорђевићем. Генчић је ступио у везу са Петром Карађорђевићем. Он је послао Николу Хаџи Тому, једног од најбогатијих људи у Швајцарску где је у Луцерну тада живео краљ Петар. Петар се сложио са завереницима и овластио Хаџи Тому да финансира све трошкове које ће му он касније надокнадити, по продаји имања у Румунији.
Завереници су размишљали о начину преврата; да ли да се краљ убије или само примора на абдикацију. Одлука о убиству донета је након демонстрација априла 1903. године. Све до последњег тренутка краљ је веровао у заклетву својих официра. Одбијао је да поверује да му његови људи раде о глави.
До преврата је дошло у ноћи између 10. и 11. јуна 1903. године (28. и 29. мај по старом календару). Један од главних завереника био је Дамјан Поповић, краљев ађутант, који је омогућио завереницима да уђу у двор. Водник страже кобне ноћи био је Петар Живковић. Увече 10. јуна, Цинцар-Марковић је поднео оставку краљем телефоном, након што се вратио са вечере на двору . Упад завереника у двор заказан је за 2 сата после поноћи. Капију је отворио Живковић. Војска је разоружала жандаре и избацила их на улицу. Официри су дворска врата развалили динамитом. Тада се укључио аларм који је непрестано звонио. Завереници су готово сат времена тражили краља и краљицу по двору. Распоређени су и топови са циљем да, у случају неуспеха завере, сруше двор, а завереници се повуку на Топчидер одакле ће подићи револуцију. Многи завереници сведоче да је војска извикала Петра за краља и пре него што су Александар и Драга убијени. Краљевски пар пронађен је у сакривеној соби. Први ађутант генерал Лаза Петровић је позвао краља који је питао да ли може рачунати на заклетву својих официра. Добио је противуречне одговоре. Александар је изашао голорук и почео да прети официрима. Први је запуцао Михаило Ристић, стари карађорђевац. Краљ је пао од првог метка, а убрзо за њим и краљица. Обдукцијом су утврђене 23 ране на краљичином телу. Пала је преко мужа желећи да га заштити од метака. Унакажена и обнажена тела официри су избацили кроз прозор у башту двора, где су лежала око 15 минута након чега су унесена у подрумске просторије где је и извршена обдукција.

## Чланови владе
| Функција                          | Слика           | Име и презиме             | Детаљи                                       |
| --------------------------------- | --------------- | ------------------------- | -------------------------------------------- |
| Председник Министарског савета    |                 | Димитрије Цинцар-Марковић | Убијен 29.5/11.6. 1903.                      |
| Министар иностраних дела          |                 | Павле Денић               | заступник                                    |
| Министар унутрашњих дела          |                 | Велимир М. Тодоровић      | Тешко рањен 29.5/11.6. 1903. али је преживео |
| Министар правде                   |                 | Антоније Пантовић         |                                              |
| Министар финансија                |                 | Милован Маринковић        |                                              |
| Министар просвете и црквених дела |                 | Лука Лазаревић            | до 20.4/3.5. 1903.                           |
| Министар просвете и црквених дела | Живан Живановић |                           |                                              |
| Министар војни                    |                 | Милован С. Павловић       | Убијен 29.5/11.6. 1903.                      |
| Министар грађевина                |                 | Павле Денић               |                                              |
| Министар народне привреде         |                 | Љубомир Ј. Новаковић      |                                              |